# Kirche am Südstern

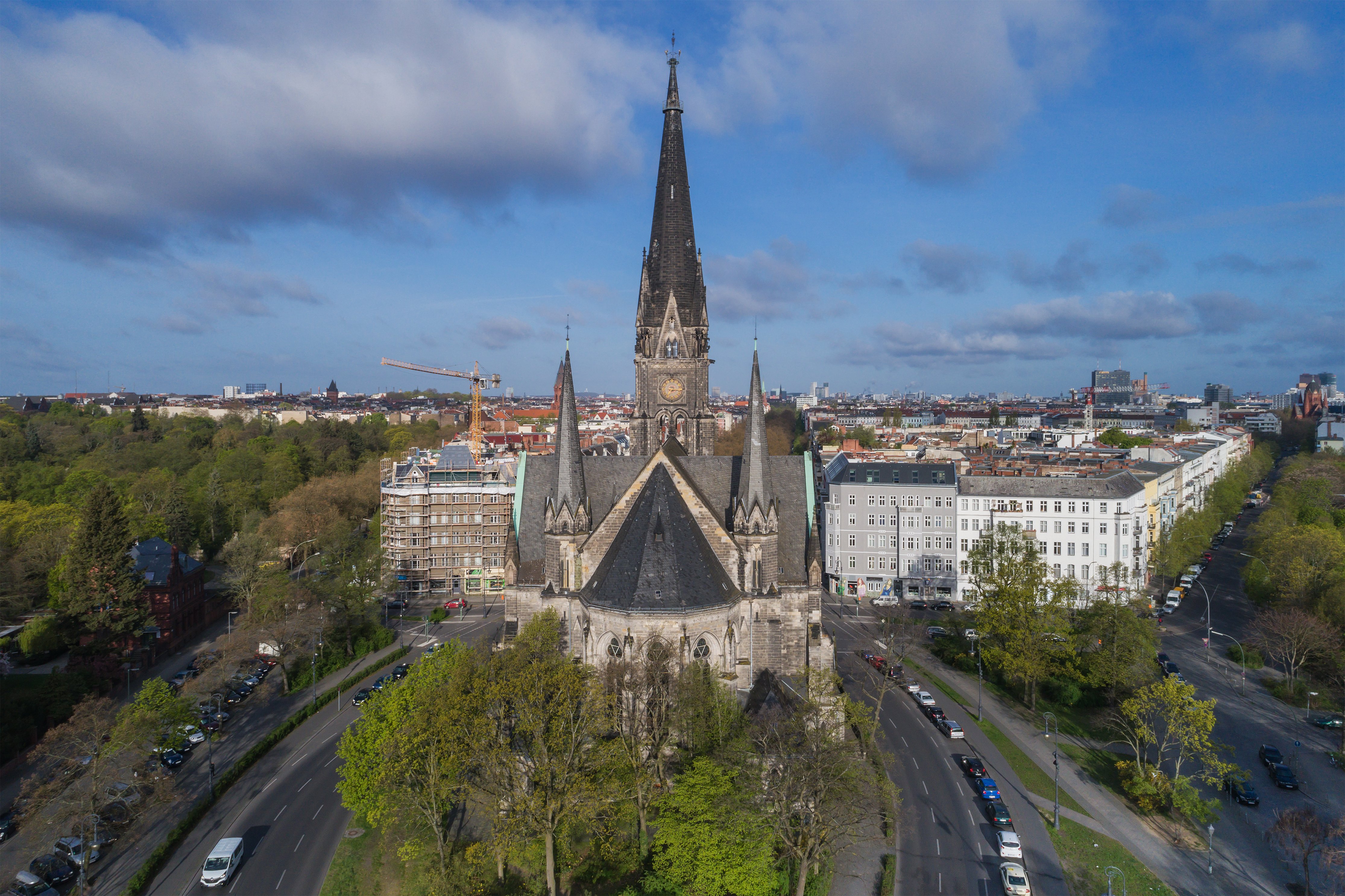
Luftaufnahme der Kirche am Südstern von Ost

Die Kirche am Südstern wurde in den Jahren 1894 bis 1897 als evangelische Garnisonkirche im neugotischen Stil auf dem Kaiser-Friedrich-Platz – heute: Südstern – in Berlin-Kreuzberg nach einem Entwurf des Garnison-Bauinspektors Ernst August Roßteuscher erbaut.
Die Kirche wurde 1897 mit einer Orgel von Wilhelm Sauer ausgestattet, die 40 Register auf zwei Manualen und Pedal besitzt. Diese Orgel besteht heute noch, allerdings in beschädigtem und verändertem Zustand.
Zur selben Zeit wie die Kirche am Südstern entstand in unmittelbarer Nähe die Johannes-Basilika als katholische Garnisonkirche. Die beiden Kirchen wurden am 8. Mai 1897 in Anwesenheit von Kaiser Wilhelm II. und seiner Frau Auguste Viktoria eingeweiht.
Aufgrund ihrer monumentalen Dimensionen beherrscht die Kirche am Südstern den sie umgebenden Platz bis heute. Sie verfügt bei einer Länge von 62 Metern über eine Breite von 38 Metern. Der Hauptturm misst bis in die Spitze 90 Meter. Nach dem Ende des Ersten Weltkriegs 1918 verlor die Kirche ihre Funktion als Garnisonkirche und wurde zunächst vom Reichsfiskus für 30 Jahre gepachtet, um sie als evangelisches Gotteshaus zu erhalten. Nach Beschädigungen während des Zweiten Weltkriegs wurde sie für die Berliner Stadtmission instand gesetzt, die hier noch bis 1970 ihre Gottesdienste hielt. Nach dem Umzug der Stadtmission wurde die Kirche von der evangelischen Landeskirche an die Serbisch-Orthodoxe Kirche verpachtet, die die Kirche bis 1981 nutzte. Danach blieb sie frei, bis das Christliche Zentrum Berlin den Bau erwarb.